# Cryptandra imbricata
Cryptandra imbricata là một loài thực vật có hoa trong họ Táo. Loài này được Rye mô tả khoa học đầu tiên năm 2007.